# Loi sur l'exportation et l'importation des diamants bruts
La Loi sur l'exportation et l'importation des diamants bruts est une loi fédérale canadienne de 2002 qui a été adoptée en réaction aux affaires de diamants de conflits. Le Canada a adhéré au processus de Kimberley en 2003 et s'est engagé dans le mouvement international contre les diamants du sang, notamment par le biais de cette loi.

## Résumé de certaines dispositions de la loi
La loi crée des obligations spéciales pour les importateurs et exportateurs de diamants bruts. Les articles 8 à 13 prévoient des règles sur l'exportation de diamants bruts. Les articles 14 à 16 prévoient des règles sur les diamants bruts importés. Les articles 17 et 18 énoncent des règles sur la saisie de diamants bruts en transit. Les articles 19 à 22 énoncent les pouvoirs de l'inspecteur dans le cadre de l'application de la loi.
Les articles 25 à 27 prévoient des mesures consécutives à la saisie. Les articles 28 à 32 prévoient la confiscation de diamants. Les infractions et peines sont prévues dans une section qui s'étend de l'article 36 à l'article 45.1 de la loi.